# 馬思理
马思理，字达生，號還初，福建長樂縣人。明朝政治人物，同進士出身。

## 生平
万历四十年（1612年）壬子科福建乡试第六名举人，天启二年（1622年），登壬戌科会试二百三十名，三甲七十二名进士，户部观政，本年擔任浙江乌程县知縣，四年本省同考，五年调鄞县，保留乌程。崇祯元年考选，擢授兵科给事中，三年巡视皇城、太仓银库，又巡视兵马。四年转工科右，升本科左，五年巡青（巡视各处牧草），被革职。九年降为光禄寺录事，十年升行人司左司副，十一年升太仆寺丞，十二年升尚宝司少卿，升本司卿，十三年任右通政，后明亡絕食去世。

## 家族
父马应禄。